# Timora
Timora es un género de polillas de la familia Noctuidae. Algunos autores consideran que es un subgénero de Heliothis.
Fue descrito por primera vez por Walker en 1856.

## Especies
- Timora adamsoni Pinhey, 1956
- Timora albisticta Janse, 1917
- Timora bivittata Walker, 1856
- Timora crofti Pinhey, 1956
- Timora daphoena Hampson, 1910
- Timora diarhoda Hampson, 1909
- Timora feildi Erschoff, 1874
- Timora ignea Hampson, 1891
- Timora margarita Le Cerf, 1911
- Timora pauliani Viette, 1961
- Timora perrosea de Joannis, 1910
- Timora senegalensis Guenée, 1852
- Timora showaki Pinhey, 1956
- Timora sinuata Moore, 1881
- Timora turtur Berio, 1939
- Timora umbrifascia Hampson, 1913
- Timora unifascia Bethune-Baker, 1911
- Timora uniformis Warren, 1913
- Timora zavattarii Berio, 1944